# Ellipsosiphogenerina
Ellipsosiphogenerina, en ocasiones erróneamente denominado Ellipsosiphongenerina, es un género de foraminífero bentónico considerado un sinónimo posterior de Siphogenerina de la subfamilia Tubulogenerininae, de la familia Siphogenerinoididae, de la superfamilia Buliminoidea, del suborden Buliminina y del orden Buliminida. Su especie tipo era Siphogenerina costata. Su rango cronoestratigráfico abarca el Holoceno.

## Discusión
Clasificaciones previas incluían Ellipsosiphogenerina en el suborden Rotaliina del orden Rotaliida.

## Clasificación
Ellipsosiphogenerina incluía a la siguiente especie:
- Ellipsosiphogenerina costata